# Supermarine Commercial Amphibian
El Supermarine Commercial Amphibian (originalmente llamado Supermarine Amphibian, luego matriculado N147 por el Ministerio del Aire británico) fue un hidrocanoa de transporte de pasajeros. Primer avión diseñado por Reginald Mitchell de Supermarine, fue construido en las instalaciones de la compañía en Woolston, Southampton, para participar en una competición del Ministerio del Aire que tuvo lugar en septiembre de 1920. Basado en el Supermarine Channel, el Amphibian era un hidrocanoa biplano con un solo motor, casco de madera, envergaduras desiguales y motor Rolls-Royce Eagle de 260 kW (350 hp). El piloto estaba sentado en una cabina abierta detrás de dos pasajeros.
El Commercial Amphibian terminó segundo en la competición, pero fue considerado el mejor de los tres participantes en términos de diseño y fiabilidad y, como resultado, el premio en dinero de 4000 libras esterlinas (equivalente a 193 010 libras en 2023) se duplicó. En octubre de 1920 se estrelló y sufrió daños irreparables, y no se construyeron más ejemplares, pero debido a la potencia del rendimiento del avión durante la competición, se encargó a Supermarine que fabricara un prototipo del Fleet Spotter Amphibian de tres plazas, posteriormente llamado Supermarine Seal II.

## Diseño y desarrollo

### Antecedentes
En abril de 1920, el Ministerio del Aire británico anunció que celebraría dos competiciones de aviones comerciales, una para aviones terrestres y otra para hidroaviones. El objetivo del Ministerio era intentar estimular a la industria aeronáutica británica, que había tenido dificultades desde el final de la Primera Guerra Mundial. El Supermarine Commercial Amphibian, originalmente conocido como Supermarine Amphibian, fue diseñado por el diseñador jefe de Supermarine, Reginald Mitchell, para competir por el premio de hidroavión, y fue su primer diseño de avión. Los requisitos del Ministerio del Aire para los participantes incluían la necesidad de acomodar al menos a dos pasajeros que pudieran abordar el avión en tierra o en el agua. Tanto los pasajeros como la tripulación debían tener acceso a chalecos salvavidas. El avión tenía que ser capaz de volar 650 km a 300 m (980 pies) a una velocidad de al menos 130 km/h, mientras transportaba una carga mínima de 230 kg. El avión también tuvo que demostrar que podía volar durante tres minutos a 914 m (3000 pies) y aterrizar sobre globos atados colocados a 7,6 m por encima del suelo.

### Diseño
Mitchell basó su diseño para el Amphibian en el hidroavión Channel de Supermarine, una versión modificada del AD Flying Boat. El AD Flying Boat, un avión de reconocimiento y patrulla producido al final de la Primera Guerra Mundial, nunca entró en acción durante la guerra.
El Amphibian era un hidroavión biplano monomotor con casco de madera y envergaduras desiguales. El motor Rolls-Royce Eagle  de 260 kW (350 hp) estaba montado entre las alas en una configuración propulsora (con la hélice montada detrás del motor). La cola tenía un solo empenaje vertical y un único plano de cola montado a mitad del empenaje. La parte delantera del avión fue diseñada para garantizar que se elevara por encima del agua antes del despegue, y el perfil del morro era similar al de un barco. Una innovación introducida por Mitchell fue un mecanismo para operar los alerones simultáneamente. El tren de aterrizaje fue diseñado para ser parcialmente retráctil.
El piloto del Amphibian estaba acomodado en una cabina abierta justo por delante de las alas, con espacio para dos pasajeros en una cabina cerrada más adelantada. Había un timón que el piloto podía usar cuando el avión estaba en el agua, para que pudiera navegar más fácilmente a través de aguas estrechas.

## Historia operacional

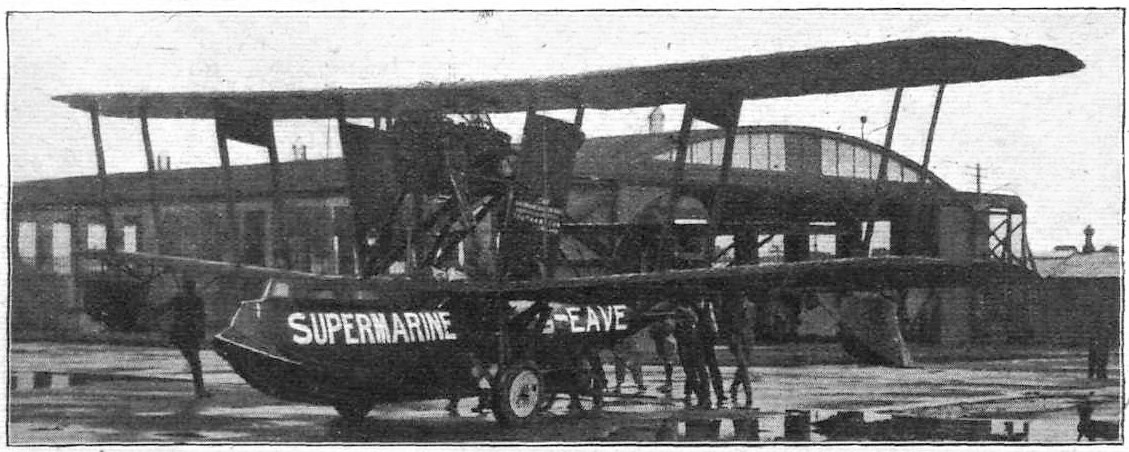
El Amphibian siendo exhibido antes de las pruebas durante la competición del Ministerio del Aire (Flight, septiembre de 1920).

La competición del Ministerio del Aire se celebró durante septiembre de 1920 en las estaciones experimentales de la Real Fuerza Aérea en Martlesham Heath y Felixstowe. El Supermarine Amphibian (matrícula G-EAVE) fue pilotado por Herbert Hoare. Compitió contra otros dos hidroaviones, un Vickers Viking y un Fairey III. Otros dos hidroaviones no llegaron a disputar la competición.
Debido a su mayor peso y menor velocidad en comparación con sus dos competidores, el Supermarine Amphibian tuvo un pobre desempeño en el aire, pero fue considerado el avión mejor construido y más fiable de la competición. Fue el único participante que completó todas las pruebas y durante toda la competición nunca hubo necesidad de realizar ningún ajuste en la aeronave. El concurso lo ganó el Vickers Viking, que obtuvo el premio del ganador de 10 000 libras esterlinas (equivalente a 482 530 libras en 2023), y el Amphibian quedó en segundo lugar. El premio de consolación del Amphibian de 4000 libras esterlinas fue duplicado a 8000 libras (equivalente a 386 020 libras en 2023) por el Ministerio del Aire, que juzgó que el diseño de Mitchell era excelente y que el avión había tenido un buen desempeño, considerando que tenía el motor de menor potencia de los tres competidores.
El Commercial Amphibian se estrelló un mes después de la competición, cuando el 13 de octubre de 1920, tras partir desde Southampton, se vio involucrado en un accidente en Great Bookham, Surrey. Sufrió daños irreparables y no se produjeron más Amphibian.

### Legado
Después de la competición, el Ministerio del Aire designó al Vickers Viking como N146 y al Supermarine Amphibian como N147. En vista del buen rendimiento del Amphibian, el Ministerio del Aire encargó a Supermarine la fabricación de un prototipo del Fleet Spotter Amphibian de tres plazas. El Ministerio elaboró la Especificación 7/20 para el prototipo, denominado Supermarine Seal II, y Supermarine completó los planos en noviembre de 1920. Las características observadas en el Amphibian se utilizaron más tarde para desarrollar el Supermarine Walrus, cientos de los cuales se construyeron y estuvieron en servicio operativo durante la Segunda Guerra Mundial. Mitchell también utilizó ideas tanto del Amphibian como del Supermarine Channel II para diseñar un Amphibian Flying Boat for Ship Work en 1920.

## Especificaciones
Referencia datos: Supermarine Aircraft since 1914.

### Características generales
- Tripulación: Uno (piloto)
- Capacidad: 2 pasajeros
- Longitud: 9,9 m (32,5 ft)
- Envergadura: 15 m (49,2 ft) (superior); 14 m (inferior)
- Altura: 4,4 m (14,5 ft)
- Superficie alar: 56 m² (602,8 ft²)
- Peso vacío: 1813 kg (3995,9 lb)
- Peso cargado: 2585 kg (5697,3 lb)
- Planta motriz: 1× motor lineal V12 refrigerado por agua Rolls-Royce Eagle VIII.
  - Potencia: 260 kW (358 HP; 354 CV)
- Hélices: De cuatro palas de madera de paso fijo

### Rendimiento
- Velocidad máxima operativa (Vno): 151 km/h (94 MPH; 82 kt)
- Velocidad crucero (Vc): 130 km/h (81 MPH; 70 kt)
- Alcance: 502 km (271 nmi; 312 mi)
- Velocidad de descenso: 89 km/h

## Aeronaves relacionadas

### Aeronaves similares
- Saunders Kittiwake